# Andrzej Ścibor-Bogusławski
Andrzej Ścibor-Bogusławski herbu Ostoja (ur. ok. 1670, zm. 1729) – instygator Trybunału Głównego Koronnego (1700), regent grodzki sieradzki (1703-1717), komornik graniczny (wicepodkomorzy) łęczycki (1717-1718) i sieradzki (1718-1729), sędzia sądu komisarskiego (1719), dziedzic dóbr Sulisławice, Włocin, części Rososzycy i Grzymaczewa, posesor Wojsławic.
Andrzej Bogusławski był synem Marianny z Rosowskich h. Korab, dziedziczki części Rososzycy i Marcina Bogusławskiego, dziedzica Wrzeszczewic. Jego dziadkami po mieczu byli Katarzyna z Rościerskich h. Rola i Marcin Bogusławski, a po kądzieli Anna z Pstrokońskich h. Budzisz i Filip Rosowski. Bogusławski był bratem rodzonym Marianny Zabłockiej, Stanisława i Stefana. W związki małżeńskie wstępował dwukrotnie.  Jego pierwszą żoną była Teresa Pomianowska h. Pomian, drugą Katarzyna Gorzyńska h. Nałęcz, dzidziczka Sulisławic. Z drugiego związku pozostawił pięcioro dzieci - Elżbietę Rembiewską, Barbarę Rudnicką, Franciszka, rotmistrza w konfederacji barskiej, chorążego Kawalerii Narodowej, ks. Ignacego Piotra, kanonika łęczyckiego, dziekana warckiego, proboszcza w Brzeźniu oraz Jakuba. Jego stryjem był ks. kan. prałat Stanisław Ścibor-Bogusławski, kanclerz kardynała M. S. Radziejowskiego.
Andrzej Bogusławski w roku 1700 pełnił urząd instygatora Trybunału Głównego Koronnego. Po śmierci regenta grodzkiego sieradzkiego Marcina Idzikowskiego w 1703 r. (zginął z rąk Szwedów) objął po zmarłym urząd, który sprawował 14 lat. W roku 1717 został powołany przez podkomorzego łęczyckiego Jana Skrzyńskiego na urząd komornika granicznego (wicepodkomorzego) łęczyckiego. Rok później objął funkcję komornika granicznego sieradzkiego z nominacji podkomorzego sieradzkiego Jana Mączyńskiego. Urząd ten pełnił 11 lat. Zmarł w lipcu 1729 roku.